# انجمن تبریز (روزنامه)

صفحه اول روزنامه انجمن ۵ شعبان ۱۳۲۶ بمناسبت کشته شدن سیدحسن شریف‌زاده

روزنامه انجمن تبریز به مدیریت سید علی اکبر از خانواده وکیلی و غنی زاده بود
که در ابتدای تأسیس به نام «روزنامه مجلس ملی تبریز» در رمضان ۱۳۲۴ قمری روی نیم ورق انتـشار یافت و این
اولین روزنامه ای بود که در تبریز پس از اعلان مشروطیت منتشر شده‌است. بنا به تصریح مرحوم تربیت در
فهرست روزنامه‌های آذربایجان «چون کلمه مجلس مناسب نبود» شماره مذکور منتـشر نگردید و در همان روز شماره دیگری به عنوان «روزنامه ملی» چاپ و منتشر شد.
این روزنامه از شماره اول تا نهم با نام «روزنامه ملی» و از شماره دهم تا شماره ۳۷ با نام «جریده ملی» و از آن به بعد با نام «انجمن تبریز» منتـشر گردید. بعد از بمباران مجلس و در دوره استبداد صغیر، تنها روزنامه‌ای بود که در ایران به صورت گستره عمومی چاپ می‌شد.